# Brühtrog

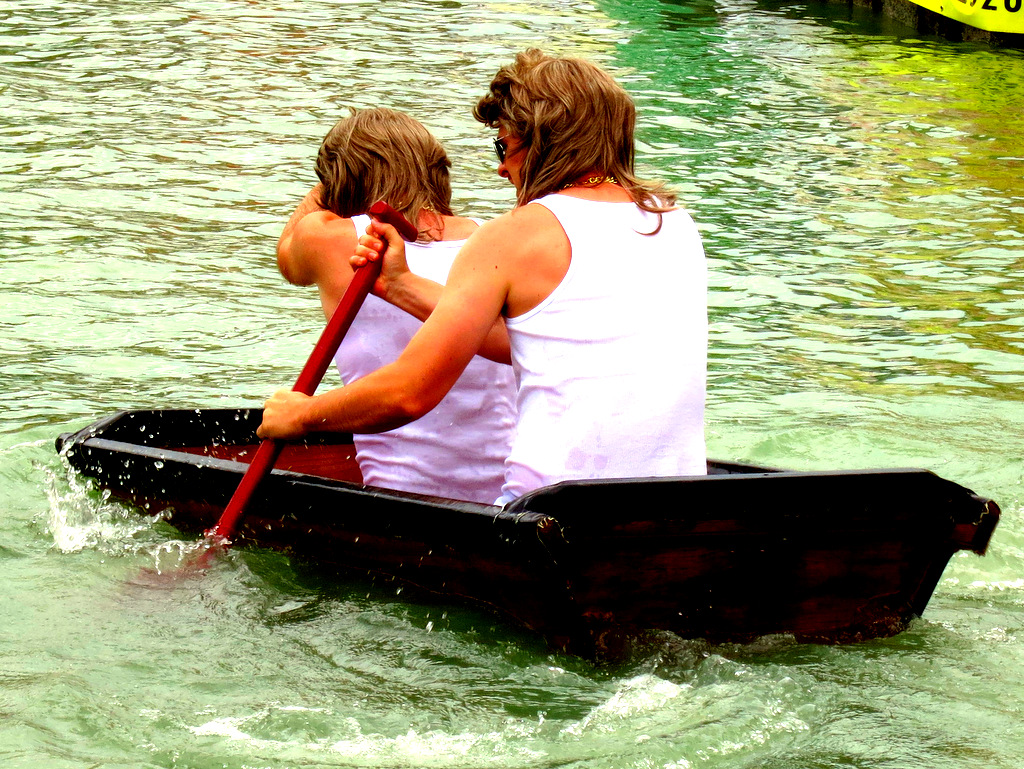
Sautrog im Einsatz bei einem Sautrogrennen

Der Brühtrog (auch Brühfass, Brenntrog, Brennetrog oder umgangssprachlich Sautrog) ist ein hölzerner Trog, der seinen Ursprung in der Hausschlachtung hat. Sein Aussehen ähnelt dem eines Schweinetrogs.
Der Brühtrog besitzt zusätzlich zum üblichen Trog je zwei Griffe an den Längsseiten. In ihn werden frisch geschlachtete Schweine gelegt und zunächst vorsichtig mit heißem Wasser abgebrüht. Mit einem Schaber (regionale Bezeichnungen Schellen, Brühschellen, Schabeglocke, Kratzglocke, Fleischerglocke) werden dann die Borsten, die Haare und schließlich die Klauen des Schweins entfernt. Danach ist es vorbereitet zum Aufschneiden und zum Ausnehmen der Innereien.
Heute spielen klassische Brühtröge keine Rolle mehr in der Verarbeitung von Schweinen, da die Schlachtung an Gesetze und Vorschriften gebunden ist und fast nur in Schlachthöfen betrieben wird. Die Brühbehälter dort bestehen aus hygienischen Gründen ausschließlich aus Edelstahl.
Eine neue Verwendung finden alte Brühtröge heute noch bei den beliebten Sautrogrennen in vielen bayerischen Regionen sowie in Österreich, in der Steiermark auch Sautrogregatta genannt.

## Sonstiges
Die mit Lärmschutzwänden versehene und Bögen aus Stahl überwölbte, gekurvte Eisenbahnbrücke schräg über den Inn und die A12 östlich von Hall in Tirol westwärts zum Inntaltunnel wird im Volksmund Sautrog genannt.